# Theodor Ziehen

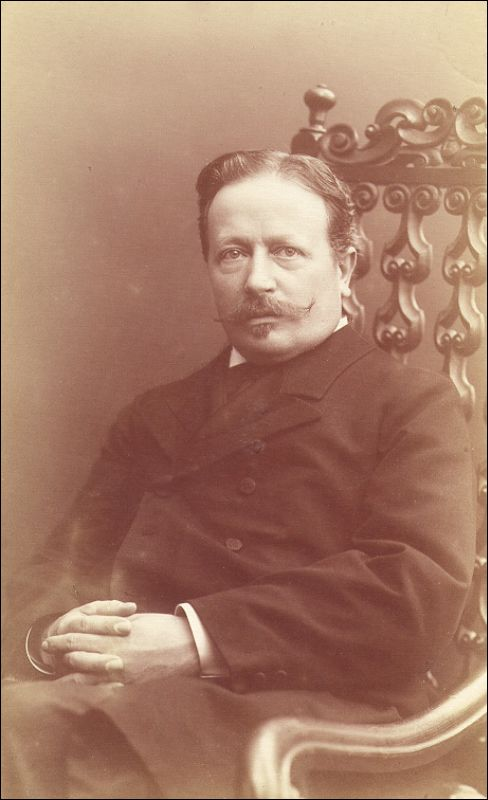
Theodor Ziehen (Fotografie zwischen 1904 und 1912)

Georg Theodor Ziehen (* 12. November 1862 in Frankfurt am Main; † 29. Dezember 1950 in Wiesbaden) war ein deutscher Neurologe, Psychiater, Psychologe und Philosoph.

## Leben
Am 12. November 1862 wurde Georg Theodor Ziehen in Frankfurt am Main als erstes von drei Kindern geboren. Sein Vater Eduard Ziehen war als Schriftleiter einer literarischen Unterhaltungsbeilage bei der Frankfurter Postzeitung. Dieser verlor jedoch seine Anstellung, als 1866 nach dem Preußisch-Österreichischen Krieg diese Zeitung aus politischen Gründen geschlossen wurde. Die Familie musste vom kärglichen Einkommen seines Vaters Eduard als Privatlehrer leben. Auch die Aufnahme junger Ausländer in sein Haus erbrachte ein kleines Zubrot. Schon als Schüler der Musterschule und später des Städtischen Gymnasiums beschäftigte sich Theodor Ziehen mit den Werken Arthur Schopenhauers und Immanuel Kants. Schon 18?? entschloss er sich, Philosoph zu werden. Jedoch waren die Geldmittel zu knapp für die Aufnahme eines Philosophiestudiums. Er bekam stattdessen ein Stipendium der Reformierten Gemeinde in Frankfurt aufgrund seiner guten Leistungen.
Allerdings gab es dieses Stipendium nur für ein Studium der Medizin. So ging Theodor Ziehen zunächst für vier Semester nach Würzburg und nach bestandenem Physikum nach Berlin, um Medizin zu studieren. Während des Medizinstudiums beschäftigte er sich auch mit den philosophischen Werken von David Hume, Spinoza, Platon und George Berkeley. Die Psychiatrie als Spezialfach wählte er wohl, um sich offiziell philosophisch beschäftigen zu können. Jedoch war er auch empirisch an der Medizin interessiert. So studierte er in Berlin intensiv Hirnanatomie und Hirnphysiologie und hörte noch Mathematik und theoretische Physik. Ende 1884 starb sein Vater und im Jahr darauf seine Mutter. Ziehen musste schnell beruflich tätig werden, um ein Auskommen zu haben.
Im neunten Semester legte er seine Dissertation ab und trat als Volontärarzt seine erste Stelle in einer Privatirrenanstalt in Görlitz an. Schon bald wurde Otto Binswanger auf ihn aufmerksam und bat ihn im Jahr 1886, zu ihm nach Jena zu kommen, dort eine Stelle als Oberarzt anzutreten und sich bei ihm zu habilitieren. Als Oberarzt in Jena war Ziehen der hauptsächliche Behandler des am 18. Januar 1889 nach einem seelischen Zusammenbruch als Patient aufgenommenen Friedrich Nietzsche.
Im Jahr 1900 erhielt er einen Ruf als Ordinarius der Psychiatrie nach Utrecht. Dort richtete er sich ein eigenes psychologisches Labor ein. Ab 1903 war er Professor an der Universität Halle und von 1904 bis 1912 an der Universität Berlin als Ordinarius an der neuerbauten Psychiatrischen und Nervenklinik der Charité. Sein Nachfolger an der Charité wurde Karl Bonhoeffer. An dieser zum Teil noch nicht bezogenen Klinik hatte er neben seiner ärztlichen Tätigkeit – er hatte auch schon eine sehr große Zahl von Privatpatienten – viel Organisationsarbeit zu leisten neben Lehrverpflichtungen, Einrichtungen der Labors und vieles mehr, so dass er das Gefühl hatte, „in die Psychiatrie endgültig eingesperrt zu werden“, so August Herbst. Auch nach den Ausführungen Karl Leonhards hatte Ziehen es in seiner Zeit an der Berliner Charité schwer.
So reifte in ihm der Entschluss, sich „ganz in die Einsamkeit und in die Philosophie zurückzuziehen“. Er kaufte sich eine kleine Villa in Wiesbaden und zog 1912 mit seiner Frau und seinen drei Kindern dorthin. Nach einigen Jahren als Privatgelehrter in Wiesbaden nahm er 1917 einen Ruf auf einen philosophischen Lehrstuhl in Halle an, wo er neben Psychologie auch Geschichte der Philosophie und andere philosophische Disziplinen las. Nach seiner Emeritierung 1930 zog er mit seiner Familie wieder nach Wiesbaden, wo er 1950 kurz nach seinem 89. Geburtstag starb. In der Zeit des Nationalsozialismus war Ziehen „Angehöriger des Opferrings der SA der NSDAP, NSV, RLB, VDA.“
Sein Sohn Vult Ziehen beschäftigte sich als Psychiater ebenfalls mit Entwicklungspsychologie und der Psychopathologie des Kleinkindes.

## Werk
1898 veröffentlichte Ziehen seine Psychophysiologische Erkenntnistheorie und 1915 sein psychologisches Hauptwerk Die Grundlagen der Psychologie.
Schon die Einleitung der Psychophysiologischen Erkenntnistheorie ist für seine streng rationalistische Haltung programmatisch:
„Ein ποῦ στῶ werden wir niemals finden. Wir jagen auf unseren Vorstellungen und Empfindungen dahin. Weder können wir ihnen in die Zügel fallen noch aus dem Wagen, in dem wir vorwärts fliegen, herausspringen, um den Zuschauer zu spielen. Jeder Gedanke über unsere Vorstellungen ist eine neue Vorstellung. (…) Ich kann den Gedanken, welche ich entwickeln werde, keinen Wert, nicht einmal eine Beziehung zusprechen, welche ihnen absolut zukäme. Sie sind Vorstellungen unter Vorstellungen, nicht mehr und nicht weniger als die Vorstellungen selbst, welche ihren Gegenstand bilden.“
In beiden Werken ist ein Hauptanliegen Ziehens, die Psychologie durch die Einführung des Begriffs der Gignomene neu zu fundieren. Ziehen entwickelte ein komplexes Gedankengebäude zur Erkenntnistheorie.
Einer der wenigen Philosophen, die sich mit seinem Werk beschäftigen, ist August Herbst.

## Ehrungen
1919 wurde er in die Deutsche Akademie der Naturforscher Leopoldina aufgenommen und 1942 mit der Wahl zum Ehrenmitglied gewürdigt.

## Schriften
- Sphygmographische Untersuchungen an Geisteskranken, Jena, 1887.
- Psychophysiologische Erkenntnistheorie; Jena, 1898.
- Leitfaden der physiologischen Psychologie; Jena, 1891 (Digitalisat); 3. Aufl. 1896 (Digitalisat); 12. Aufl. 1924.
- Das Centralnervensystem der Cetaceen; 1892.
- Psychiatrie für Ärzte und Studirende; Verlag F. Wreden Berlin 1894.
- Das Centralnervensystem der Monotremen und Marsupialier; 1897.
- Anatomie des Centralnervensystems, in: Handbuch der Anatomie des Menschen; Jena 1899.
- Über die allgemeinen Beziehungen zwischen Gehirn und Seelenleben; Leipzig 1902.
- Die Prinzipien und Methoden der Begabungs-, insbesondere der Intelligenzprüfung; Jena 1908; 5. Aufl. 1923.
- Die Erkennung der psychopathischen Konstitutionen und die öffentliche Fürsorge für psychopathisch veranlagte Kinder; Jena 1912; 3. Aufl. 1916.
- Ärztliche Wünsche zur Fürsorgeerziehung; Langensalza 1913.
- Zum gegenwärtigen Stand der Erkenntnistheorie : zugleich Versuch einer Einteilung der Erkenntnistheorien; Verlag J. F. Bergmann Wiesbaden 1914.
- Die Grundlagen der Psychologie; Leipzig und Berlin 1915.
- Die Geisteskrankheiten des Kindesalters einschließlich des Schwachsinns und der psychopathischen Konstitutionen 2 Teile; Berlin, 1915–1917; 2. Aufl. 1926.
- Über das Wesen der Beanlagung und ihre methodische Erforschung; Langensalza 1918; 4. Aufl. 1929.
- Lehrbuch der Logik auf positivistischer Grundlage mit Berücksichtigung der Geschichte der Logik, A. Marcus & E. Webers Verlag Bonn 1920.
- Die Beziehungen der Lebenserscheinungen zum Bewußtsein; 1921 (Digitalisat).
- Grundlage der Naturphilosophie; 1922.
- Vorlesungen über Ästhetik; 2 Bände, 1923 und 1925.
- Das Seelenleben der Jugendlichen; Langensalza 1923; 4. Aufl. 1931.
- Die Grundlagen der Religionsphilosophie (Nomotheismus); Leipzig 1928.
- Die Grundlagen der Charakterologie; Langensalza 1930.

## Belege
1. ↑  Henrik Eberle: Die Martin-Luther-Universität in der Zeit des Nationalsozialismus. Mitteldeutscher Verlag, Halle 2002, S. 402. Zur Formulierung Eberles siehe Diskussionsseite
2. ↑  Theodor Ziehen: Psychophysiologische Erkenntnistheorie. Fischer, Jena 1898, S. 1 (Textarchiv – Internet Archive).
3. ↑  Mitgliedseintrag von Theodor Ziehen bei der Deutschen Akademie der Naturforscher Leopoldina, abgerufen am 12. November 2015.

| Personendaten    | Personendaten                                             |
| ---------------- | --------------------------------------------------------- |
| NAME             | Ziehen, Theodor                                           |
| ALTERNATIVNAMEN  | Ziehen, Georg Theodor                                     |
| KURZBESCHREIBUNG | deutscher Neurologe, Psychiater, Psychologe und Philosoph |
| GEBURTSDATUM     | 12. November 1862                                         |
| GEBURTSORT       | Frankfurt am Main                                         |
| STERBEDATUM      | 29. Dezember 1950                                         |
| STERBEORT        | Wiesbaden                                                 |